# 松之木
松之木（まつのき）は、埼玉県八潮市の大字。郵便番号は340-0805。

## 地理
八潮市の概ね中央部からやや北に位置する。東は鶴ケ曽根、西は緑町、伊草、新町、南は緑町、鶴ケ曽根、北は伊草、鶴ケ曽根、新町と隣接している。1998年（平成10年）に地区の大半の区域で行っていた区画整理が完了。それに伴い、緑町に町名変更が実施された。そのため現在の地区は、八潮市立松之木小学校の西側を流れる葛西用水路の流路の一部や右岸側の市道の一部、緑町の東側と新町の東側の八条用水の流路沿いに僅かに点在して残る形となっている。

## 由来
地区内の鎮守である稲荷神社に松の木が繁茂していたことを由来としている。また、この地はかつては古綾瀬川の氾濫原の沖積地に位置し、集落は自然堤防上に発展していた。

## 歴史
もとは江戸期より存在した武蔵国埼玉郡八条領に属する松之木村であった。青柳村のうちに飛地を領していた。

### 沿革
- はじめは幕府領、1670年（寛文10年）より知行は若年寄土井利房氏となるが[6]、1682年（天和2年）より再び幕府領となる[6]。なお、検地は1627年（寛永4年）および1684年（貞享元年）に実施。
- 幕末の時点では埼玉郡に属し、明治初年の『旧高旧領取調帳』の記載によると、代官佐々井半十郎支配所が管轄する幕府領であった[7]。
- 1868年（慶応4年）6月19日 - 幕府領が武蔵知県事・山田政則（忍藩士）の管轄となる。
- 1869年（明治2年）1月13日 - 武蔵知県事・河瀬秀治の管轄区域に小菅県を設置、同県の管轄となる。県庁は葛飾郡小菅村に置かれる。
- 1871年（明治4年）11月14日 - 太政官布告第594号により小菅県を廃止。埼玉県の管轄となる。
- 1872年（明治5年） - 大区小区制施行により第1区に属す。
- 1879年（明治12年）3月17日 - 郡区町村編制法により成立した南埼玉郡に属す。郡役所は岩槻町に設置。
- 1889年（明治22年）4月1日 - 町村制施行に伴ない、南埼玉郡八条村、鶴ヶ曽根村、伊草村、小作田村、立野堀村と合併し八條村が成立、松之木村は八條村の大字松之木となる。
- 1956年（昭和31年）9月28日 - 八幡村、潮止村と合併し、南埼玉郡八潮村の大字となる。
- 1964年（昭和39年）10月1日 - 町制施行により、南埼玉郡八潮町の大字となる。
- 1967年（昭和42年）6月1日 - 草加市と境界変更に伴い、地区の一部（字上ケ田北の一部）が草加市青柳町（現:青柳）、柿木町、稲荷町（現:稲荷）となる。
- 1968年（昭和43年）9月1日 - 草加八潮工業開発土地区画整理事業の完成に伴い、事業区域内にあった地区の一部（字上田北、山東）が南埼玉郡八潮町新町となる[8]。
- 1972年（昭和47年）
  - 1月15日 - 市制施行により、八潮市の大字となる。
  - 4月1日 - 八潮市大字松之木264番地に「八潮市立八潮第五小学校（現八潮市立松之木小学校）」を開校する。
- 1979年（昭和54年）4月1日 - 稲荷町土地区画整理事業・稲荷伊草第一土地区画整理事業に伴い草加市との境界変更を実施、稲荷町字下根通の一部が大字松之木に編入される[9][10]。
- 1988年（昭和63年） - 松之木264番地の「どんぐり遊歩道」が、昭和63年度手づくり郷土賞（やすらぎとうるおいのある歩道）受賞[11]。
- 1998年（平成10年）11月21日 - 稲荷伊草第一土地区画整理事業の完成に伴い町名および地番が変更され、事業区域内にあった地区の一部（字居村、字居村東、字宮脇、字新川西、字下根通）が八潮市緑町一丁目〜五丁目となる。これにより「松之木小学校」や「松之木公園」などが松之木から外れる。

## 世帯数と人口
2021年（令和3年）2月1日現在の世帯数と人口は以下の通りである。
| 大字   | 世帯数 | 人口 |
| ------ | ------ | ---- |
| 松之木 | 6世帯  | 16人 |

## 小・中学校の学区
市立小・中学校に通う場合、学区は以下の通りとなる。
| 番地                                             | 小学校               | 中学校             |
| ------------------------------------------------ | -------------------- | ------------------ |
| 258〜261                                         | 八潮市立八條小学校   | 八潮市立八條中学校 |
| 236〜257                                         | 八潮市立松之木小学校 | 八潮市立八潮中学校 |
| 323、325〜327、330〜331、334〜336、339、361、371 | 八潮市立松之木小学校 | 八潮市立八幡中学校 |

## 交通
地内に鉄道は敷設されていない。

### 道路
地内に国道、および主要地方道・一般県道は通っていない。
- 松之木どんぐり遊歩道 - 松之木264番地（松之木小学校西側を流れる葛西用水路およびその左岸側）に所在[11]。

## 施設など
地内は農地や用水路の水域のほか、いくつかの戸建ての住宅や駐車場があるのみであり、目だった施設はない。なお、「八潮市立松之木小学校」や「松之木公園」はかつて当地区に所在していたが、現在は緑町三丁目に所在している。

## 関連文献
- 「松之木村」『新編武蔵風土記稿』 巻ノ205埼玉郡ノ7、内務省地理局、1884年6月。NDLJP:764008/30。